# 約翰尼·瓦斯奎兹
約翰尼·C·瓦斯奎兹（英語：Jhonen C. Vasquez，/ˈdʒoʊ.nɛn ˈvæs.kɛz/，1974年9月1日—）是一名美國男卡通畫家、編劇、MV導演和配音員。知名作品如漫畫《殺人狂強尼》及其衍生漫畫《斯奎！》、《填充兔子》（Fillerbunny）、《我感覺不舒服》，以及尼克儿童频道電視動畫影集《外星入侵者齊姆》。

## 早期生活
約翰尼·瓦斯奎兹1974年9月1日生於加利福尼亞州聖荷西。他在東聖荷西成長，就讀普萊森特山高中，常將大部分課堂時間花在速寫本上，並參加了為學校新吉祥物設計的競賽。他沒有獲得任何獎品，但在比賽的初步繪圖的背面，他畫了他的第一張角色素描，該角後來成為了首部長篇漫畫兼代表作《殺人狂強尼》的主角強尼·C（Johnny C）。雖然瓦斯奎兹小時候讀過哥哥的超級英雄漫畫，但最初透過彼得·莱尔德和凯文·伊斯特曼的原創獨立漫畫《忍者龜》而引起踏入漫畫界的興趣。
瓦斯奎茲的高中生報紙刊登了自己許多以強尼·C為主角的連環畫《小殺人狂強尼》（Johnny the Little Homicidal Maniac）。1992年畢業後成為加利福尼亞州庫比蒂諾德安扎學院的電影系學生。他曾在普萊森特山高中時期創作了快樂麵男孩（Happy Noodle Boy），此角之後也出現在《殺人狂強尼》中。雖然幾乎沒有受過正規的藝術訓練，但他很快從德安扎退學，開始了職業漫畫家的事業。瓦斯奎茲於1995年的另類新聞博覽會上遇見了漫畫家羅曼·迪格、羅斯瑞克·瑞可·西蒙斯和西蒙斯之妻塔維沙（Tavisha）。迪格後來成為動畫影集《外星入侵者齊姆》的編劇，而西蒙斯成為該劇著色團隊的一員，並為主角瘋狂的機器人搭檔吉爾（GIR）配音。西蒙斯還在瓦斯奎茲的兩期漫畫《我感覺不舒服》中擔任著色。 1996年9月，瓦斯奎茲在《殺人狂強尼》第六期的作者短言中宣布，自己已取得了足夠的成功，終於能辭掉平日工作並專注於藝術創作上。

## 風格
瓦斯奎兹漫畫中的許多角色通常都是極為幾何且瘦弱，近乎帶有濃重黑色輪廓的線條人物的程度。主角通常是精神不穩定的人物，他們生活在功能失調的社會中，並利用無生命的物體說話。故事情節傾向於遵循基本的黑色喜劇公式。藝術風格非常前衛和古怪，作品中經常出現笑臉，試圖在混亂和黑暗的世界中喚起諷刺的幸福感。瓦斯奎茲的作品經常傳達厭世和悲觀的主題，經常用於模仿和諷刺的目的。他的幾部作品都具有哥德次文化元素，藉此諷刺哥德次文化的人物或塑造。2005年接受《銀幕保護》節目採訪時，主持人凱文·佩雷拉指出粉絲們為瓦斯奎茲是「哥德之王」，瓦斯奎茲本人則回應：「王這點沒錯，但哥德就不是了……我的意思是，是傲慢之王才對。」

## 外部連結
- 官方网站
- 約翰尼·瓦斯奎兹在互联网电影资料库（IMDb）上的資料（英文）
- An Interview on SuicideGirls.com （页面存档备份，存于）